# Pererosle, Bilohirea
Pererosle (în ucraineană Переросле) este localitatea de reședință a comunei Pererosle din raionul Bilohirea, regiunea Hmelnîțkîi, Ucraina.

## Demografie
Componența lingvistică a localității Pererosle
     Ucraineană (98,69%)
     Alte limbi (1,3%)
Conform recensământului din 2001, majoritatea populației localității Pererosle era vorbitoare de ucraineană (98,69%), existând în minoritate și vorbitori de alte limbi.